# (14962) Masanoriabe
(14962) Masanoriabe est un astéroïde de la ceinture principale.

## Description
(14962) Masanoriabe est un astéroïde de la ceinture principale. Il fut découvert le 9 octobre 1996 à Nanyo par Tomimaru Okuni. Il présente une orbite caractérisée par un demi-grand axe de 3,20 UA, une excentricité de 0,02 et une inclinaison de 21,2° par rapport à l'écliptique.

## Compléments